# Растойца
Растойца или понякога книжовно Растовица (на македонска литературна норма: Растојца) е село в община Демир Хисар, Северна Македония.

## География
Селото е разположено на 720 m надморска височина в Долен Демир Хисар. Землището на Растойца е 8 km2, от които обработваемите площи са 125 ha, пасищата заемат 116 ha, а горите 540 ha.

## История
Селото първоначално е в местността Стара Растойца, на 6-7 km югоизточно от днешното местоположение, между селата Прибилци и Ново село. Според местната легенда край Прибилци имало разположен турски гарнизон, който често правил зулуми. Един ден растойчани убили няколко турски войници и аскерът опожарил старото село, а растойчани избягали на новото.
В XIX век Растойца е изцяло българско село в Битолска кааза, нахия Демир Хисар на Османската империя. Според Васил Кънчов в 90-те години Растоици е много красиво село с 25 християнски къщи. Според статистиката му („Македония. Етнография и статистика“) в 1900 година Растоица или Растовица има 170 жители, всички българи християни.
На Етнографската карта на Битолския вилает на Картографския институт в София от 1901 година Растовица е чисто българско село в Битолската каза на Битолския санджак с 32 къщи.
Според Никола Киров („Крушово и борбите му за свобода“) към 1901 година Растойца има 20 български къщи.
По време на Илинденското въстание селото е нападнато от турски аскер и башибозук, като при нападението са изгорени 8 къщи. След въстанието селото получава помощи от българския владика Григорий Пелагонийски.
Цялото население на селото е под върховенството на Българската екзархия. По данни на секретаря на екзархията Димитър Мишев („La Macédoine et sa Population Chrétienne“) в 1905 година в Растойца има 200 българи екзархисти.
През септември 1910 година селото пострадва по време на обезоръжителната акция на младотурците.
През 1961 година Растойца има 238 жители, които през 1994 година намаляват на 23, а според преброяването от 2002 година селото има 19 жители.
| Националност | Всичко |
| македонци    | 23     |
| албанци      | 0      |
| турци        | 0      |
| роми         | 0      |
| власи        | 0      |
| сърби        | 0      |
| бошняци      | 0      |
| други        | 0      |

В училищния двор на селото всяка година се провежда традиционната културно-художествена манифестация „Илинденски сърцекази“, част от Демирхисарското културно лято, в която участват писатели, художници, музиканти, актьори и други творци.

## Личности
Родени в Растойца
- Степан Андрев Богоев, български революционер от ВМОРО.[13]
- Христо Велянов Димов, български революционер от ВМОРО.[14]

Свързани с Растойца
- Гоце Петрески (р. 1953), северномакедонски политик, по произход от Растойца
- Петър Мирчевски (р. 1956), северномакедонски актьор, по произход от Растойца
- Христо Петрески (р. 1957), северномакедонски поет и журналист, по произход от Растойца